# Janusz Orbitowski
Janusz Karol Orbitowski (ur. 20 grudnia 1940 w Krakowie,  zm. 3 października 2017 tamże) – polski malarz, profesor zwyczajny Akademii Sztuk Pięknych im. Jana Matejki w Krakowie.

## Życiorys
W 1967 ukończył studia na Wydziale Malarstwa i Grafiki Akademii Sztuk Pięknych im. Jana Matejki w Krakowie, był uczniem Adama Marczyńskiego. Od 1970 związany zawodowo z macierzystą uczelnią, w latach 1976–1986 jako adiunkt, w latach 1987–1993 docent, doktoryzował się w 1976, habilitował w 1986. W 1993 uzyskał tytuł profesora sztuk plastycznych. W 2001 został profesorem zwyczajnym. Od 1993 kierował Katedrą Rysunku ASP.

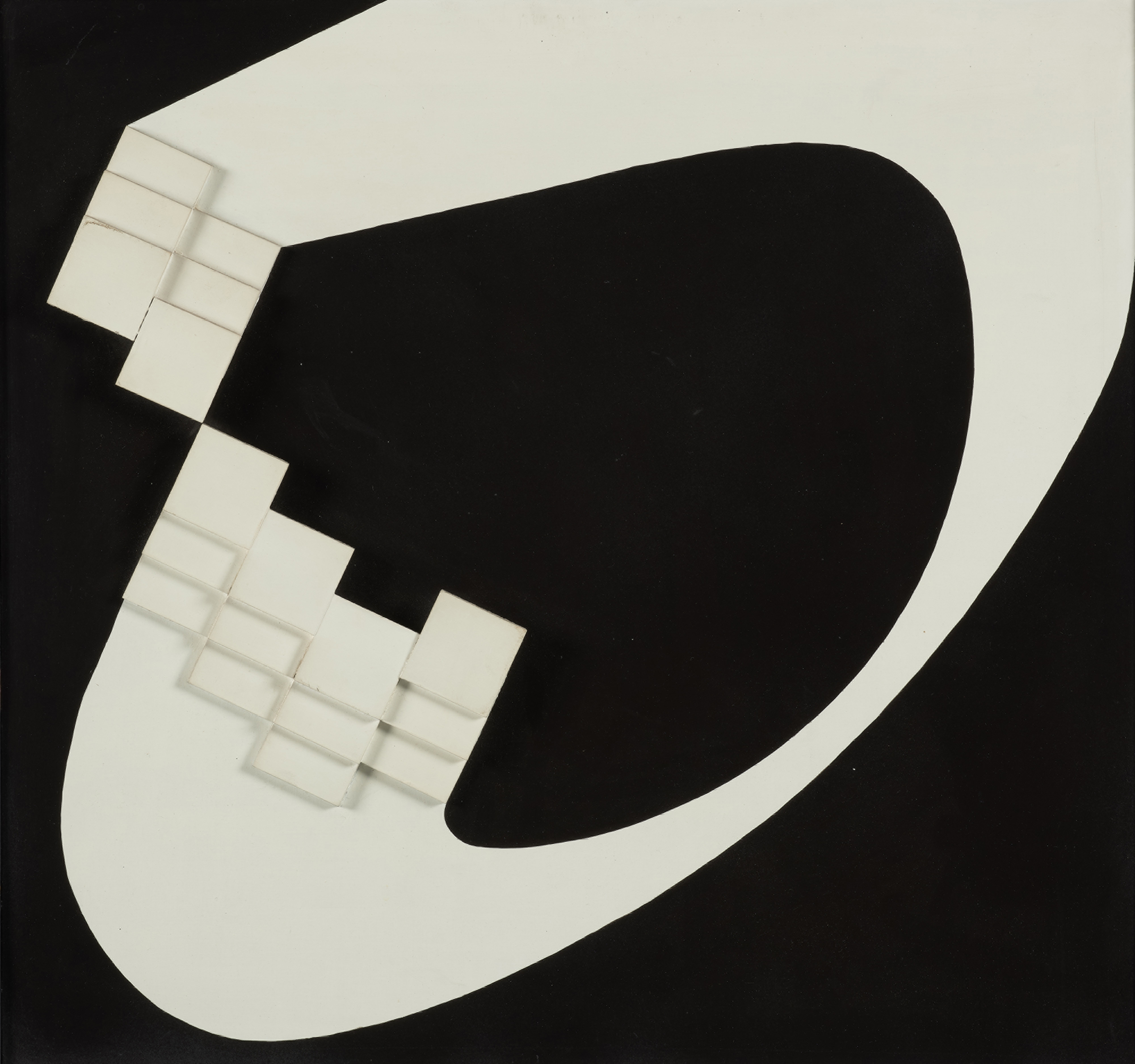
Janusz Orbitowski, 7/73. Kolekcja Muzeum Narodowego w Szczecinie

Był reprezentantem tzw. abstrakcji geometrycznej, uczestniczył w kilkunastu wystawach indywidualnych i ponad stu zbiorowych, od 1991 związany był z Galerią Starmach.
Jego synem jest pisarz Łukasz Orbitowski.
Pochowany na Cmentarzu Podgórskim w Krakowie (kwatera XXXIX-4-13).

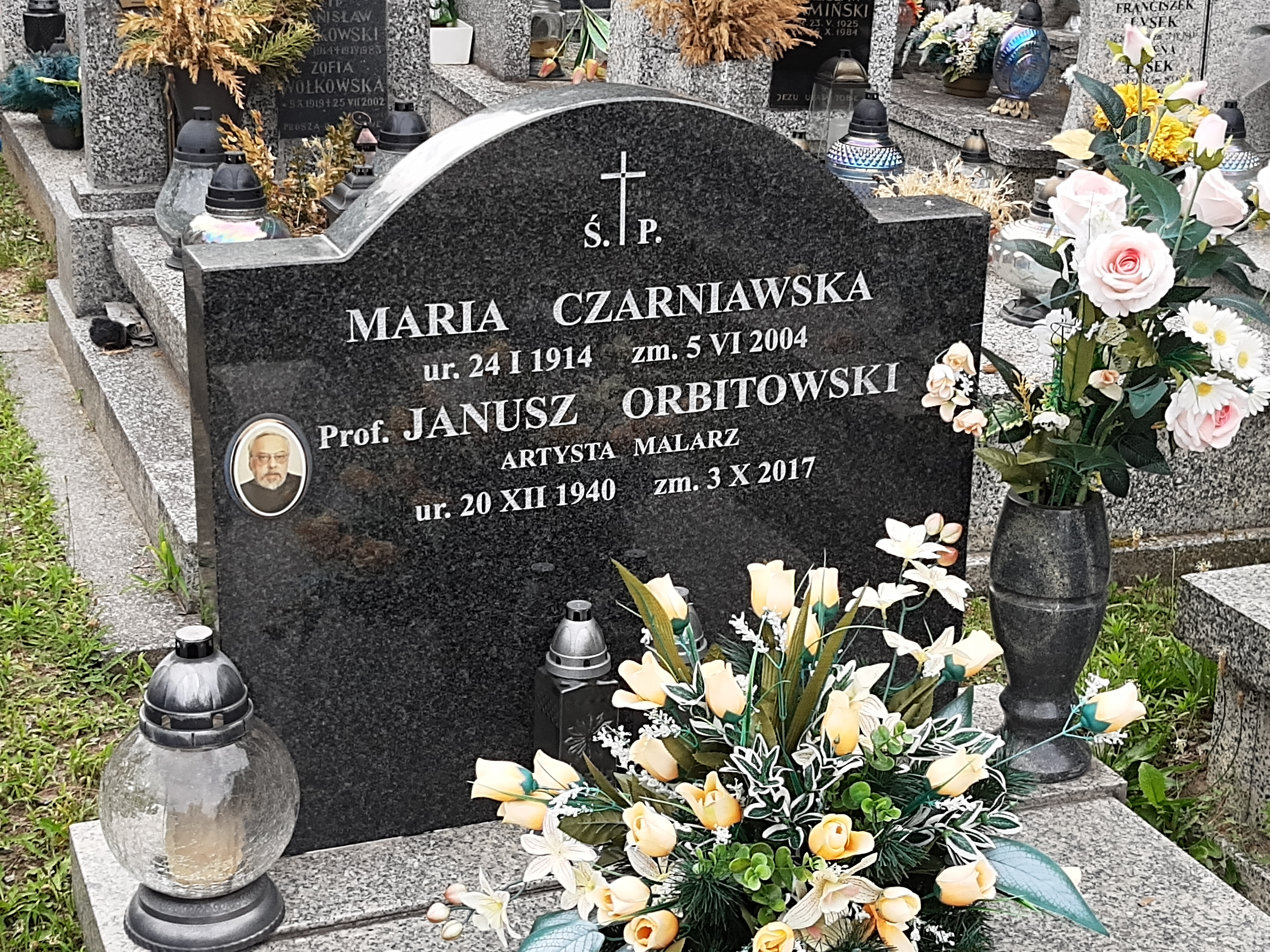
Grób prof. Janusza Orbitowskiego na Cmentarzu Podgórskim